# يوريس أوكوري
تيتشي يوريس شارلمان أولريتش أوكوري (بالفرنسية: Tetchi Jores Charlemagne Ulrich Okore)‏ (مواليد 11 أغسطس 1992 في أبيدجان، كوت ديفوار) لاعب كرة قدم دنماركي ذو أصول إيفوارية يجيد اللعب في مركز قلب الدفاع والظهير الأيمن ويلعب حالياً في نادي نوردشيلاند الدنماركي منذ 2007.

## روابط خارجية
- يوريس أوكوري على موقع الاتحاد الأوربي (الإنجليزية)
- يوريس أوكوري على موقع قاعدة بيانات كرة القدم.إي يو (الإنجليزية)
- يوريس أوكوري على موقع ناشيونال فوتبول تيمز (الإنجليزية)
- يوريس أوكوري على موقع Soccerbase.com (لاعب) (الإنجليزية)
- يوريس أوكوري على موقع Soccerway.com (الإنجليزية)
- يوريس أوكوري على موقع عالم كرة القدم.نت (الإنجليزية)
- يوريس أوكوري على موقع AS.com (الإسبانية)